# チェコの国旗
チェコの国旗（チェコのこっき）は、青、白、赤の三色（汎スラヴ色）を用いている。前身のチェコスロバキアの国旗を引き継いだデザインであり、1993年1月1日のチェコスロバキア分離（ビロード離婚）後も継続して使用されている。ただしチェコおよびスロバキア連邦共和国の終了に関する基本法にはチェコスロバキア時代の国旗・国章の使用禁止が明記されており、スロバキアからは不満の声が挙がった。スロバキアのヴラジミール・メチアル首相は「チェコは使用料として100万クローネを払うべきだ」と述べた。
1918年からボヘミアの紋章に由来する白赤の横二色旗を使用していたが、ポーランドの国旗と同じ柄である為、1920年にスロバキア、モラヴィアを表す青の三角を加えた。1990年3月13日にチェコおよびスロバキア連邦共和国構成国のチェコ共和国は白赤の横二色旗を再び国旗として採用したが、チェコ国民に浸透することはなく、国旗としての役目も1992年の連邦解体によって短命に終わった。

チェコの三色旗
大統領旗

## 歴史的な旗

?ボヘミアの旗
?ベーメン・メーレン保護領の旗（1939年-1945年）
?ベーメン・メーレン保護領の大統領旗（1939年-1945年）
?チェコ共和国の国旗（1990年-1992年）